# 高野新笠
高野新笠（たかのにいがさ，？—延曆八年十二月廿八，即公元790年1月17日），桓武天皇生母，初為光仁天皇的宮人，後升為夫人。桓武天皇即位後，被封為皇太夫人。薨去後，790年加贈皇太后、806年再贈太皇太后。上諡號為天高知日之姬尊。葬於京都大枝山陵。
據《續日本紀》記載，高野新笠是百濟武寧王的十世孫、純陀太子的後人。

## 概要
高野新笠的父親是  ，其氏姓也叫和史（やまとのふひと）。母親是土師真妹。至於高野朝臣（たかののあそみ）的氏姓，是由光仁天皇在即位之後所賜姓的。
- 長女：能登內親王（733年 ~ 781年)
- 長男：山部親王（即後來的桓武天皇，737年 ~ 806年）
- 次男：早良親王（750年 ~ 785年）

按《續日本紀・卷40》記載：八年十二月乙未日崩；九年正月壬午日葬於大枝山陵。

## 外部連結
- 平野神社 （页面存档备份，存于）